# Le Plessis-Macé
Le Plessis-Macé är en kommun i departementet Maine-et-Loire i regionen Pays de la Loire i nordvästra Frankrike. Kommunen ligger i kantonen Angers-Nord som tillhör arrondissementet Angers. År 2018 hade Le Plessis-Macé 1 295 invånare.

## Befolkningsutveckling
Antalet invånare i kommunen Le Plessis-Macé
| Referens: INSEE |